# El Refugio de la Pila
El Refugio de la Pila är en ort i Mexiko.   Den ligger i kommunen Silao de la Victoria och delstaten Guanajuato, i den centrala delen av landet, 290 km nordväst om huvudstaden Mexico City. El Refugio de la Pila ligger 1 770 meter över havet och antalet invånare är 304.
Terrängen runt El Refugio de la Pila är huvudsakligen platt, men åt nordost är den kuperad. Runt El Refugio de la Pila är det ganska tätbefolkat, med 207 invånare per kvadratkilometer. Närmaste större samhälle är Silao, 2,3 km nordost om El Refugio de la Pila. Trakten runt El Refugio de la Pila består till största delen av jordbruksmark.